# Myha’la Herrold
Myha’la Herrold (* 6. April 1996) ist eine US-amerikanische Schauspielerin, die auch als Myha’la in Erscheinung tritt.

## Leben
Myha’la Herrold sammelte erste Schauspielerfahrungen mit dem Children’s Musical Theater in San José in Kalifornien, wo sie bis 2014 auch die Archbishop Mitty High School besuchte. Anschließend studierte sie an der School of Drama der Carnegie Mellon University, das Studium schloss sie 2018 als Bachelor of Fine Arts ab. 2017 stand sie als Nabulungi in der Broadway-Produktion The Book of Mormon auf der Bühne.
2019 hatte sie im romantischen Filmdrama Premature von Rashaad Ernesto Green eine Nebenrolle als Dymond. Ebenfalls 2019 war sie in der Folge Er sah aus wie Dad, aber es war nur ein Abendessen, oder? der RomCom-Anthologie-Serie Modern Love von Amazon Prime Video als Tami zu sehen. Im Folgejahr übernahm sie in der HBO/BBC-Fernsehserie Industry mit Marisa Abela über die britische Investmentbank Pierpoint & Co als aus New York nach London gezogene Berufseinsteigerin Harper Stern eine Hauptrolle.
In der Filmkomödie Plan B von Natalie Morales war sie 2021 als Logan zu sehen. 2022 verkörperte sie in Bodies Bodies Bodies, einer Horrorkomödie von Halina Reijn mit Amandla Stenberg und Marija Bakalowa, die Rolle der Jordan.
In den deutschsprachigen Fassungen wurde sie unter anderem von Lea Kalbhenn (Industry) sowie von Maximiliane Häcke (Modern Love) synchronisiert.

## Filmografie (Auswahl)
- 2018: Rehabilitation of the Hill
- 2019: Premature
- 2019: The Tattooed Heart (Kurzfilm)
- 2019: Modern Love – Er sah aus wie Dad, aber es war nur ein Abendessen, oder? (Fernsehserie)
- seit 2020: Industry (Fernsehserie)
- 2021: Plan B
- 2022: Bodies Bodies Bodies
- 2022: The Honeymoon
- 2023: Black Mirror (Fernsehserie, Folge Loch Henry)
- 2023: Dumb Money – Schnelles Geld (Dumb Money)
- 2023: Leave the World Behind
- 2025: Swiped